# مرکز آموزشی ۰۸ خاش
مرکز آموزشی ۰۸ خاش یا مرکز آموزشی ۰۸ شهید سرتیپ ابراهیم نوری یک مرکز آموزش نظامی وابسته به نیروی زمینی ارتش ایران است که دوره‌های رزم مقدماتی، عقیدتی و تاریخ جنگ را به سربازان وظیفه جدید نزاجا آموزش می‌دهد.
سالانه۱۲ دوره آموزشی در این پادگان برگزار می‌شود که مربوط به سربازان فوق‌دیپلم و مدارک پایین‌تر است. پادگان مرکز آموزشی ۰۸ در ابتدای جاده خاش-زاهدان کنار پادگان تیپ ۲۸۸ زرهی قرار دارد.

## تاریخچه
در نیمه دوم سال ۱۳۶۲ مرکز آموزش ۰۸ در کازرون تأسیس شد و در سال ۱۳۶۳ با یک گردان آموزشی فعالیت خود را در کازرون آغاز کرد و در سال ۱۳۶۶ به پادگان تیپ ۲ زرهی خاش منتقل گردید و در بهمن همان سال گردان چهارم آموزشی را تشکیل داد در مهر ماه ۱۳۶۹ با اجرای طرح رجعت یگان‌ها به پادگان‌های سرزمینی خویش به پادگان چشمه انتقال یافت و تا پایان سال ۱۳۷۳ با ۳ گردان ادامه مأموریت داد و در سال ۱۳۷۴ بنا به دستور فرمانده وقت نیروی زمینی به علت نامناسب بودن موقعیت پادگان از نظر آب و هوایی و کمبود امکانات آموزشی این مرکز منحل شد اما پس از گذشت یک سال با انجام فعالیت‌های ساختمانی مرکز و تجدید بنا مجدداً فعالیت خود را آغاز کرد.